# BAC Strikemaster
BAC Strikemaster är ett brittiskt lätt attack- och skolflygplan som tillverkades av British Aircraft Corporation från 1967 till 1984 för export. Strikemaster är baserad på British Aircrafts skolflygplan BAC Jet Provost.

## Utveckling
BAC Jet Provost var ett billigt och lätthanterligt flygplan som snabbt blev populärt. Trots att Jet Provost var ett skolflygplan hade det möjlighet att beväpnas med två stycken kulsprutor. Dessa var främst tänkta att användas för skjutträning, men många kunder, främst i tredje världen, använde Jet Provost för attackuppdrag och modifierade dem även för att kunna beväpnas med bomber och raketer. Jet Provost var dock inte konstruerad för att ta hängande last under vingarna. British Aircraft såg behovet av ett lätthanterligt och billigt attackflygplan som kunde utföra lättare attackuppdrag och började skissa på en version av Jet Provost med starkare motor, förstärkta vingar med vapenbalkar, pansarskydd för piloterna, mer bränsle och nyare kommunikations- och navigationsutrustning. Resultatet blev det lätta attackflygplanet Strikemaster. Den första prototypen genomförde sin jungfruflygning 26 oktober 1967, bara ett par månader efter den sista versionen av Jet Provost. De delade många egenskaper, bland annat samma motor, en förlängd nos och tryckkabin.

## Användning
Strikemaster användes i strid första gången av Omans flygvapen under Dhofarupproret 1962–1976. Deras mest uppmärksammade insats gjordes vid Mirbat 19 juli 1972. Tre Strikemasters gick förlorade under konflikten, varav en blev nedskjuten med en Strela-robot. Ecuadors flygvapen använde sina Strikemasters under Cenepakriget 1995. Även Sydjemen har använt sina Strikemasters under inbördeskriget. Kuwait hade inte kvar sina Strikematers vid tiden för Kuwaitkriget. De hade 1985 skickats tillbaka till British Aerospace för renovering och därefter sålts till Botswana.

## Varianter
- Strikemaster Mk.80 – Exportversion för Saudiarabien, 25 byggda.
- Strikemaster Mk.80A – Exportversion för Saudiarabien, 20 byggda.
- Strikemaster Mk.81 – Exportversion för Sydjemen, 4 byggda.
- Strikemaster Mk.82 – Exportversion för Oman, 12 byggda.
- Strikemaster Mk.82A – Exportversion för Oman, 12 byggda.
- Strikemaster Mk.83 – Exportversion för Kuwait, 12 byggda.
- Strikemaster Mk.84 – Exportversion för Singapore, 16 byggda.
- Strikemaster Mk.87 – Exportversion för Kenya, 12 byggda.
- Strikemaster Mk.87 – Exportversion för Kenya, 6 byggda.
- Strikemaster Mk.88 – Exportversion för Nya Zeeland, 16 byggda.
- Strikemaster Mk.88 – Exportversion för Ecuador, 22 byggda.
- Strikemaster Mk.90 – Exportversion för Sudan, 4 byggda.

## Användare
- Botswanas flygvapen
- Ecuadors flygvapen
- Kenyas flygvapen
- Kuwaits flygvapen
- Nya Zeelands flygvapen
- Omans flygvapen
- Saudiarabiens flygvapen
- Republiken Singapores flygvapen
- Sudans flygvapen
- Sydjemens flygvapen
- Blue Air Training LLC

## Liknande flygplan
- Aermacchi MB-326
- Cessna A-37 Dragonfly